# Storia della lingua islandese
La storia della lingua islandese ricopre un arco di tempo che va dal IV secolo al XVI secolo.

## Storia

### La lingua dei colonizzatori norvegesi
I primi coloni dell'Islanda provenivano prevalentemente dalla Norvegia occidentale. L'islandese nasce quindi come una lingua d'importazione o, più precisamente, un dialetto norvegese. Il norvegese antico (norv., dan. gammelnorsk o oldnorsk) fu quindi trapiantato in una zona fino ad allora pressoché disabitata, senza contatti con un altri idiomi che ne avrebbero influenzato l'evoluzione come substrato o adstrato; lo sviluppo fu quindi autonomo. Non si deve tuttavia ritenere ritenere la lingua portata in Islanda come unitaria, poiché comunque i coloni norvegesi provenivano da diverse regioni del paese ed anche da altri paesi scandinavi. L'idioma che si è venuto a creare è stato quindi il risultato della mescolanza di tutti i dialetti norvegesi di allora. I continui scambi commerciali e le migrazioni interne all'isola, e specialmente l'alþingi (l'assemblea generale annuale che si teneva a inizio estate a Þingvellir) hanno contribuito a livellare le differenze tra i vari dialetti; A sopravvivere sono rimaste soprattutto le caratteristiche comuni. Benché non ci siano dettagli sulle dinamiche di tale sviluppo, confrontando l'islandese moderno con le altre lingue scandinave è possibile cogliere le tracce di questo processo di uniformazione. Il singolare progresso dell'islandese, che ha portato alla completa separazione dal norvegese e dalle altre lingue scandinave, iniziò con la landnám, ovvero con la prima colonizzazione.

### Il periodo scandinavo (550-1050)
Il periodo a cavallo tra il 550 e il 1050 circa viene detto scandinavo (o nordico) comune. Durante quest'epoca in tutta la Scandinavia si parlava già una lingua abbastanzae unitaria. La posizione favorevole della Danimarca come crocevia dell'intera area ha fatto sì che la lingua fosse semplicemente chiamata danese (dönsk tunga). Nonostante fossero già individuabili i primi accenni di diversificazione in diverse regioni del territorio, non esisteva alcun problema di comprensione reciproca; questo grazie anche alla notevole somiglianza con i dialetti anglosassoni parlati in Gran Bretagna che, all'epoca della conquista dell'isola da parte dei danesi (VIII secolo), portarono ad una vera e propria fusione, specialmente nel territorio allora chiamato Danelaw (lett., "[territorio sottoposto alla] legge dei Danesi"). Difatti svariati sovrani anglosassoni erano di origine danese, tra cui il celebre Canuto (ingl. Canut < dan. Knud, nome tuttora abbastanza comune). Il famoso poema epico Beowulf tratta in realtà argomenti di ambientazione danese e questi sono nominati fin dal primo verso.
Per quanto riguarda la dönsk tunga non ci sono però documenti scritti risalenti al periodo. Le antiche rune scandinave erano ovunque conosciute, ma non sono mai state usate per scrivere su pergamena, poiché erano concepite come alfabeto sacrale da incidere su pietra, metalli o legno). In Islanda le poche iscrizioni runiche rinvenute risalgono quasi tutte a dopo il 1200.

### Il periodo norreno (1050-1350)
Il periodo dal 1050 al 1350 viene detto scandinavo antico, nordico antico o solo norreno. In quest'epoca manoscritti e documenti sono molto più numerosi, e permettono di inquadrare perfettamente l'evoluzione della lingua in quel periodo.
Tutti i documenti fanno uso dell'alfabeto latino, introdotto in Islanda circa nel 1100; le leggi furono trascritte su pergamena per la prima volta nel 1117-1118. I primi manoscritti rinvenuti risalgono alla seconda metà del XII secolo. Attorno al 1130-1140 fu composto il Primo Trattato Grammaticale (Fyrsta Málfræðibók), trattato che si occupa dei suoni dell'islandese dell'epoca, descrivendone la funzione all'interno del sistema fonologico con un metodo non molto dissimile da quello oggi usato in linguistica. Il manoscritto, oggi conservato a Reykjavík presso la Handritastofnun Íslands ("Istituto dei Manoscritti Islandesi") è tuttavia una copia prodotta successivamente.
Altri manoscritti risalenti a circa il 1150 mostrano in verità forme linguistiche probabilmente in uso attorno al 900. Specialmente l'antica poesia epica a causa della sua struttura metrica e della tradizione di tipo orale, aveva conservato perlopiù forme arcaiche. Tra il 1050 ed il 1350 l'islandese comincia a svilupparsi indipendente dalle altre lingue scandinave e germaniche, mostrandosi piuttosto conservativo nella morfologia e notevolmente unitario in tutto il paese. Nei manoscritti non mai stata osservata la presenza di dialetti, e al contrario vari indizi suggeriscono che la lingua si è sempre mantenuta straordinariamente unitaria.
Attorno al 1250-1300 anche la linga danese ha subito una rapida evoluzione, sia fonologica che morfologica, con una semplificazione paragonabile a quella intercorsa tra l'anglosassone e l'inglese medio. Questo determinò una ulteriore differenziazione tra il nord ed il sud della Scandinavia.
Svedese e norvegese si sono invece sviluppati un po' più lentamente. Nel norvegese si sviluppò una sorta di "armonia vocalica", per cui il morfema aggiunto ad una parola con vocale radicale chiusa ([i], [u]) presentava pure una vocale chiusa (systir "sorella", cfr. isl. systir), mentre quello aggiunto ad una parola con vocale radicale aperta ([e], [o]) presentava pure una vocale aperta (broþer "fratello", cfr. isl. bróðir). Per quanto riguarda il consonantismo, le lingue scandinave continentali e la maggior parte delle altre lingue germaniche hanno perso tutta la serie delle fricative þ, ð, mantenutesi invece intatte solo in islandese ed in inglese (che presenta qui un tratto fonologico notevolmente arcaico). Esse sono state sostituite dalle dentali corrispondenti [t, d] (cfr. norv., sv. tung "pesante", smed "fabbro",  aisl. þungr, smiðr (isl.moderno þungur, smiður); da notare che il danese moderno ha reintrodotto la fricativa sonora [ð] (formatasi però per contatto e non notata dalla grafia). L'islandese è l'unica lingua germanica ad aver conservato i gruppi consonantici iniziali <hl, hr, hn>, almeno dal punto di vista grafico (la loro pronuncia si è in parte modificata con la desonorizzazione del secondo elemento consonantico), cfr. isl. hljót "suono", hrafn "corvo", hneta "noce", ingl. loud, raven, nut, sv. ljud, nöt, tedesco Laut, Rabe, Nuß. Assieme ancora una volta all'inglese, l'islandese è l'unica lingua germanica ad aver conservato, seppure a livello locale, la pronuncia [xw] del nesso consonantico iniziale <hv>: cfr. isl. hvað, hvalur [xwa:ð, 'xwa:l'ür, più comunemente [khvað, 'khva:l'ür] "che cosa, balena", ingl. what, whale [hwɔt, hweil]; le altre lingue germaniche hanno consonantizzato il nesso, cfr. ted. was, Wal-fisch [v-], neerlandese wat, waal-vis, sv. vad, val[fisk]. Da notare che lo svedese ha mantenuto fino ai primi del secolo la grafia hvad, hvalfisk, puramente storica. Il danese scrive e pronuncia [hv-] : hvad, hval-fisk [hvæ:ð, 'hvælfisg], mentre il nynorsk, in alcuni casi, scrive e pronuncia [kv-] (kva), esattamente come avviene comunemente in islandese moderno (meridionale e letterario).  Esistono inoltre indizi probanti che <h> si pronunciasse in origine [x].

### L'islandese medio (1350-1550)
Tra il 1350 e il 1550 l'Islanda perde l'indipendenza e passa sotto dominio della Corona di Danimarca, incrementando la differenza tra islandese e norvegese. Anche la Norvegia cade sotto il dominio danese, portando le lingue dei due paesi a ibridarsi inevitabilmente, formando il dano-norvegese alla base del moderno bokmål. Solo nella parte più antica, quella occidentale, i dialetti non subiscono alcun influsso danese, tanto che nella seconda metà del 1800 il linguista Ivar Aasen crea sulla base di questi un idioma tipicamente norvegese, chiamato prima landsmål "lingua nazionale" e poi nynorsk, cioè "neo-norvegese", che viene riconosciuto immediatamente e ufficialmente come seconda lingua dello stato ed è usato attualmente, soprattutto nella zona di Bergen. Tutte le lingue germaniche settentrionali evolvono in questo periodo su base analitica (riduzione della declinazione nominale e della coniugazione verbale) e, grazie anche alla riforma protestante, assumono l'aspetto moderno. L'islandese di questo periodo presenta invece una netta variazione, e se da un lato mantiene quasi intatta la complessa struttura morfologica, subisce invece un riassetto fonologico paragonabile a quello intervenuto tra l'inglese medio e quello moderno, per ampiezza. Solo per citare i fenomeni più importanti:
1. Nel vocalismo si assiste alla dittongazione delle vocali lunghe [á, é, ó] ed alla differenziazione di timbro (non più di quantità) di [í, ú]. Le vocali procheile [y, ý] (risultanti da [u, ú] per metafonia da "i") perdono la loro componente labiale e si confondono con [i, í] (con la stessa differenza di timbro), mentre la vocale anteriore aperta [æ] (risultante da metafonia da "i") si dittonga in [ai]. Si formano nuovi dittonghi, spesso sotto l'influsso di fonemi consonantici precedenti o successivi e, in generale, la pronuncia delle vocali brevi diviene sempre meno tesa fino ad approdare all'estrema rilassatezza attuale. Un fenomeno vocalico estremamente importante anche dal punto di vista morfologico è la scomparsa delle sonanti in posizione finale, con la formazione di un fonema svarabhakti [ü], notato [u] : cfr. isl. antico akr, gestr, merkr, þú gefr > isl. moderno ak-u-r, gest-u-r, merk-u-r, þú gef-u-r. L'islandese si differenzia anche dal punto di vista grafico: scompaiono i grafemi metafonetici [ø] e [o] (sostituiti, a seconda degli esiti fonetici, da [æ] , [ö], cfr. isl.ant. bøkr, londom > isl.mod. bækur, löndum). La vocale grafica [o] di molti morfemi (pronunciata probabilmente già [u] in epoca antica) passa ad essere notata [u]: londom, vér gefom, þeir ero > löndum, við gefum, þeir eru. La pronuncia delle vocali atone resta comunque molto chiara (a differenza di quanto avviene nelle altre lingue scandinave e germaniche), fattore che ha un'importanza decisiva nella conservazione delle forme.
2. Il consonantismo subisce mutamenti ancor più profondi. Compaiono fenomeni di palatalizzazione per contatto, con la conseguente formazione di fonemi consonantici probabilmente assenti nella fase antica. Lo sconvolgimento più evidente riguarda la formazione delle consonanti desonorizzate: le sorde divengono aspirate, mentre le sonore perdono la loro vibrazione mantenendo però l'articolazione (senz'altro il tratto più notevole del consonantismo islandese moderno e quello che presenta la maggiore difficoltà per gli stranieri). Un altro fenomeno notevolissimo è quello della cosiddetta preaspirazione, per cui certi nessi consonantici vengono preceduti da una chiusura completa delle corde vocali seguita da una lieve aspirazione. Alcuni nessi consonantici sviluppano invece un elemento dentale desonorizzato. Entrambi i fenomeni non vengono notati dalla grafia che, in generale, rispecchia uno stadio di evoluzione linguistica molto anteriore (ma si tratta di un fenomeno comune a moltissime lingue di cultura, come l'inglese, il francese od il danese).  Si sviluppano moltissimo anche i fenomeni morfofonetici, alcuni dei quali notati dalla grafia (gef þú > gefðu ecc.)

La rivoluzione fonetica subita non tocca però alcune antiche caratteristiche, come le vocali finali atone [i, u, a], altrove ridotte all'indistinta vocale [ə].

### L'islandese moderno
Attorno al 1550, grazie a due importanti rivoluzioni come la riforma luterana e l'invenzione della stampa e la conseguente traduzione della Bibbia, l'islandese raggiunge l'aspetto moderno. Sotto l'aspetto morfologico, la lingua ha subito meno evoluzioni di altre lingue germaniche e scandinave, pur considerando nel complesso enormi mutamenti fonologici rispetto alla forma più antica. La grafia conservativa, le forme ricche ed il lessico che raramente accetta neologismi, definiscono abbastanza bene la natura dell'islandese attuale. In sintesi, gli islandesi di oggi riescono ancora a leggere piuttosto facilmente i capolavori della letteratura medievale, mentre nella lingua parlata non riuscirebbero a comunicare con degli ipotetici lontani antenati. Le mutazioni più consistenti sono avvenute nel sistema vocalico (a cavallo tra XIV secolo e XVI secolo) e di conseguenza nello sviluppo dei dittonghi. Anche nel consonantismo sono avvenuti parecchi cambiamenti, come, ad esempio, la desonorizzazione delle esplosive, il sorgere di una sonorità correlativa delle nasali e delle liquide e la preaspirazione.

## Influenze esterne sull'islandese

### L'influenza celtica
Non è ancora chiaro se l'influenza celtica (irlandese) abbia effettivamente contribuito allo sviluppo dell'islandese. Lo si ritiene comunque possibile, dato che tra i primi coloni erano presenti moltissimi schiavi irlandesi (secondo qualcuno arrivavano al 30% dell'intera popolazione). Sappiamo inoltre che, almeno nei primi tempi, queste persone continuarono a parlare tra loro in gaelico, ed alcuni studiosi affermano che il "germe" di alcune particolarità dello sviluppo fonologico islandese (come la preaspirazione e la desonorizzazione delle liquide e delle nasali) sia proprio da ricercarsi nell'influsso celtico. È comunque non molto probabile, dato che si tratta quasi certamente di fenomeni autoctoni verificatisi in un periodo in cui, certamente, sull'isola non vi era più nessuno che parlasse o intendesse l'irlandese ed i discendenti degli antichi schiavi si erano assimilati da generazioni. In ogni caso, l'influsso celtico dimostrabile con certezza si riduce ad alcuni toponimi (Dímon , Kalmans-vík, Kolku-ós, Patreks-fjörður) e ad alcuni nomi di famiglia come Kjartan, Kvaran, Kiljan, Kamban, Melkorka, alcuni dei quali ancora comuni ai giorni nostri.

### I toponimi
Sebbene la stragrande maggioranza dei toponimi islandesi sia autoctona e chiaramente interpretabile (solo per fare qualche esempio: Ísa-fjörður "fiordo dei ghiacci", Flat-ey "isola piatta", Gull-foss "cascata d'oro", Vatna-jökull "ghiacciaio delle acque (o dei laghi)", Reykja-vík "baia dei fumi", Blanda "il (fiume) misto" [che si forma, vale a dire, dall'affluenza di diversi fiumi], Varm-á "fiume caldo" ecc.), ne esistono alcuni che hanno finora resistito a qualsiasi tentativo di interpretazione plausibile, anche alla luce delle lingue celtiche. Si tratta ad esempio di Esja (una montagna sul Kjalarnes), Ferstikla (fattoria presso lo Hvalfjörður), Vigur (isola nello Ísafjarðardjúp), Ölfus (zona nella Árnessýsla, attraversata dal fiume Hvíta-Ölfusá), Tintron (un cratere vulcanico nel Lyngdalsheiði), Kjós (la zona che dà il proprio nome alla Kjósarsýsla), Bóla (fattoria sullo Skagarfjörður) e Hekla (il più noto vulcano islandese). Tali toponimi pongono numerosi problemi, ma il principale può senz'altro essere riassunto con una domanda molto semplice: se non sono islandesi o celtici, da quale lingua provengono? Sono forse stati ripresi dalla lingua (o dalle lingue) di immigranti di etnia sconosciuta, oppure, ipotesi affascinante seppure altamente improbabile, questo è un segno che l'Islanda era in realtà già abitata non solo prima della landnám, ma anche dell'arrivo dei primi anacoreti irlandesi? E da chi? Alcuni studiosi, come Árni Óla, si sono occupati della questione tentando di dimostrare questa ipotesi che costringerebbe a riscrivere completamente la storia islandese degli inizi; altri ancora hanno affermato, poiché l'islandese è una lingua d'importazione, che tali nomi potrebbero in realtà risalire ad un qualche sconosciuto sostrato sul norvegese (sono quindi stati fatti dei raffronti con il lappone ed altre lingue ugrofinniche) e, quindi, "trapiantati" sull'isola al seguito di coloni provenienti da zone della Norvegia ove tale sostrato sarebbe stato ancora presente. Beninteso, alcuni hanno tentato e tuttora tentano di spiegare i nomi in questione servendosi dell'islandese (Kjós potrebbe provenire dalla radice del verbo kjósa, e sarebbe quindi la "terra scelta", e inoltre ricorda il comune cognome norvegese Kjus; Bóla potrebbe essere nient'altro che ból "dimora, abitazione", dalla radice del verbo búa "abitare", presente in diversi nomi di fattorie come Aðal-ból "fattoria principale" ecc.).

### L'influenza danese
Gli sforzi del governo di Copenaghen tesi ad introdurre il danese come lingua ufficiale in Islanda lasciarono una scia di termini danesi nei documenti ufficiali, ma ebbero scarso successo ed ancora più scarsa durata. La popolazione rurale rimase fedele alla propria lingua ancestrale, mentre i prestiti danesi venivano usati solo da un ristretto ceto agiato e colto, più o meno danesizzato e residente a Reykjavík.  Quando, dunque, nel XIX secolo iniziò la battaglia per la purificazione dell'islandese da tutti i danicismi, guidata soprattutto dal poeta Jónas Hallgrimsson (1807- 1845) e dal "padre della patria" Jón Guðmundsson (1807- 1875), le premesse erano tutte già ben presenti. La campagna puristica ebbe un tale successo che i prestiti danesi vennero quasi completamente eliminati. Solo alcuni termini ormai penetrati stabilmente nella lingua parlata ed amministrativa si salvarono, come ske 'accadere, succedere' (< dan. ske, corrisp. al ted. ge-schehen), fordæma "emettere una sentenza"' (< dan. fordømme),  gli avverbi kannske (o kannski)  e máske "forse" (< dan. kanske, måske, lett. "può accadere, può darsi") ed alcuni sostantivi come blýantur "matita, lapis", fangelsi "prigione, carcere" e frímerki "francobollo" < danese blyant, fangelse, frimærke.

### Altre influenze
Gli influssi provenienti da altre lingue sono relativamente trascurabili. Certamente, in islandese sono presenti molti termini di origine latina, ma questi risalgono al periodo germanico comune e sono presenti in tutte le altre lingue germaniche, come kaupa "comprare" (dan. købe, ted. kaufen, gotico kaupjan < lat. cauponari), pappír "carta" (ted. Papier, ingl. paper < lat. papyrus) o keisari "imperatore" (ted. Kaiser, sv. kejsare < lat. Cæsar). Prestiti latini risalenti all'introduzione del Cristianesimo sono ad es. kredda "Credo, dogma" (< lat. credo) e predika "predicare" (< lat. prædicare; cfr. ted. predigen); più recenti i comunissimi náttúra "natura", persóna "persona" e partur "parte". Per quanto riguarda le lingue moderne, l'islandese è influenzato (negli ultimi tempi abbastanza pesantemente) solo dall'inglese, specialmente attraverso il linguaggio tecnico e delle giovani generazioni. Ma a differenza della nostra lingua, dove i termini inglesi vengono semplicemente trasportati così come sono, in islandese essi vengono adattati alla fonetica ed alla morfologia locale. Così si hanno i pönkarar e i rokkarar (punk e rockettari) che ballano á parketi diskótekanna ("sul parquet delle discoteche") al suono dell'harðrokk (hard rock). Altri esempi dal linguaggio genericamente giovanile sono jóna "spinello, canna"; ingl. joint), skinnhöfuð "skinhead", sápuópera "telenovela, soap opera".